# Astana Arena
Die Astana Arena (kasachisch Астана Арена) ist ein Fußballstadion mit schließbarem Dach in der kasachischen Hauptstadt Astana. Die Arena bietet 30.000 Zuschauern Platz und dient als Heimspielstätte für die kasachische Fußballnationalmannschaft und die beiden Fußballvereine FK Astana und Bajterek Astana.

## Geschichte
Das Stadion wurde 2009 erbaut und fasst 30.000 Zuschauerplätze. Das Dach der Spielstätte befindet sich meistens im geschlossenen Zustand und kann bei Bedarf geöffnet werden. Vorrangig werden dort die Heimspiele der kasachischen Fußballnationalmannschaft und des FK Astana ausgetragen. Seit 2009 werden im Stadion regelmäßig die Endspiele des kasachischen Fußballpokals ausgetragen.
Eröffnet wurde es am 3. Juli 2009 durch das Spiel von Lokomotive Astana gegen die kasachische U 21-Fußballnationalmannschaft der Männer. Zu dem Eröffnungsspiel wurden viele bekannte Gäste eingeladen. Der Anstoß wurde vom kasachischen Präsidenten Nursultan Nasarbajew ausgeführt. Die Partie wurde vom italienischen Schiedsrichter Pierluigi Collina geleitet. Als Gästespieler standen Kacha Kaladse, Andrij Schewtschenko, Hasan Şaş und Hakan Şükür auf dem Platz.
Am 14. Oktober 2009 fand das erste Spiel der kasachischen Fußballnationalmannschaft, gegen die kroatische Fußballnationalmannschaft (1:2), statt. Am 15. November 2009 wurde in der Arena das Finale des kasachischen Pokals ausgetragen, dabei gewann der FK Atyrau gegen Schachtjor Qaraghandy mit 1:0.
In der Astana Arena fand die Eröffnungsfeier der Winter-Asienspiele 2011 statt.